# Муртаза Нізам-шах I
Муртаза Нізам-шах I (перс. مرتضی نظام شاه, д/н— 14 червня 1588) — 4-й султан Ахмеднагарського султанату в 1565—1588 роках. Повне ім'я Абул-Музаффар Газі Муртаза Нізам-шах I.

## Життєпис
Син Хусейна Нізам-шаха I та Хунзи Хуманюни (прапрапраонуки бея Джаханшаха). Посів трон 1565 року (оголошення відбулося 15 червня, офіційна церемонія 26 січня 1566). Передав управління внутрішніми справами своїй матері. Остання поклалася на поради Касім-бега Табрезі, що став вакілем і пешвою. Останні спочатку виступили проти Біджапурськогос ултанату, який розширив володіння на південь за рахунок Віджаянагарської імперії, на частку яких претендував Ахмеднагарський султанат за умовами домовленостей за підсумками перемоги під Талікотом. Проте військова кампанія під проводом Фархад-ханом, Каміл-ханом, Галіб-ханом, Міан-ханом і Рамґар-ханом не досягли успіху.
Того ж року у фортеці Ауса було укладено мирний договір і союз з біджапуром. Невдовзі Муртаза Нізам-шах I (як номінальний командувач, фактично керував Фархад-хан) спільно з біджапурським султаном Алі Аділ-шахом I виступив проти берарського султана Бурхана Імад-шаха. Вдалося сплюндрувати більшість земель, союзники відступили лише через сезон дощів. Невдовзі ахмеднагарська регентша домовилася з Туфал-ханом, регентом Берару, разом з яким виступила проти Біджапуру, але союзники зазнали поразки від Кішвар-хана.
1566 року вдерся до Бідарського султанату, який мав намір передати його як джаґір для командувача Сахіб-хана. Муртазі допоміг військами Голкондський султанат. Алі Барід-шах I, султан Бідару, в свою чергу звернувся за допомогою до біджапурського султана Алі Аділ-шаха I, який відправив 1 тис. вершників, що допомогло стримати союзників. Повстання в Ахмеднагарському султанаті змусило Муртазу Нізам-шаху I відступити. Останній домігся, щоб мати поставила на посади вакіля і пешви Мавлану Хусейна Табрезі. Того ж року було збейснено нову військову кампанію проти біджапурського султанату, але без успіху.
1571 року відсторонив матір від влади, призначивши Мавлану Хусейна Табрезі на посаду хан-і-ханана (фактично другою особою в державі). 1572 року виступив проти берарського султана Туфал-хана під приводом відновлення на троні Бурхана Імад-шаха. Туфал втік до гірської фортеці Нарнала і звернувся за допомогою до могольського падишаха Акбара. Той звернувся до Муртази Нізам-шаха відійти і повернути владу над Бераром Туфал-хану. Але той проігнорував цю вимогу. 1574 року Туфала і Бурхана було схоплено й відправлено до однієї з фортець, що захопила ахмелнагарська армія. Тут вони невдовзі вони померли від отруєння чи задухи. Берарський султанат було приєднано до Ахмеднагарського.
Але невдовзі до нещодавньо захоплених володінь вдерлося хандеське військо на чолі із Сайїдом Зайн ад-Діном, якому біля Бурханпуру було завдано поразко. За цим ахмеднагарське військо взяло в облогу хандеського султана Мірана Мухаммад-шаха II, який вимушен був визнати зверхність Муртази Нізам-шаха I та виплатив 1 млн музаффарі (срібних монет). Але 1577 року Хандеш визнав зверхність Імперії Великих Моголів, що спричинило вторгнення ахмеднагарських військ. Боротьба тривала до кінця панування Муртази Нізам-шаха I.
1580 року намагався скористатися малолітством біджапурського султана Ібрагіма Аділ-шаха II, завдавши поразки регенту Кішвар-хана. В результаті регентство отримала Чанд Бібі, сестра Муртази і мати Ібрагіма. 1581 року заснував в своїй столиці власний монетний двір. 1582 року Чанд Бібі було відсторонено від влади, що спричинило нове вторгнення ахмеднагарського війська, втім воно не досягло успіху. 1585 року вдалося відбити могольське вторгнення на Берар.
1587 року розділив посаду вакіля-пешви між Казі-бегом і Мірзом Мухаммедом Такі. Першим став пешвою, другий — вакілем, що спричинило хвилювання між групами знаті. 1588 року проти нього в Даулатабаді повстав син Хусейн, який швидко зібрав 40-тисячне військо. Невдовзі султан опинився у політичній ізоляції. У червні того ж року столиця впала, а Муртазу Нізам-шаха I було вбито наближеними (було замкнуто у гарячій парильні). Хусейн Нізам-шах II посів трон.